# Voigtsberg (Oelsnitz)
Voigtsberg ist ein Ortsteil der Großen Kreisstadt Oelsnitz/Vogtl. im sächsischen Vogtlandkreis. Er wurde im Jahr 1919 eingemeindet und im Jahr 2011 als offizieller Ortsteil der Stadt Oelsnitz/Vogtl. gestrichen. In Voigtsberg befindet sich die Burg Voigtsberg, welche über Jahrhunderte der Verwaltungsmittelpunkt des südlichen Vogtlands war.

## Geografie

### Lage und Verkehr
Der Ortsteil Voigtsberg liegt im Nordosten der Stadt Oelsnitz/Vogtl. Er befindet sich im Westen des Vogtlandkreises und im sächsischen Teil des historischen Vogtlands. Geografisch liegt Voigtsberg im Zentrum des Naturraums Vogtland (Übergang vom Mittelvogtländischen Kuppenland zum Oberen Vogtland). Der durch den Ort fließende Hainbach (Gerbersbach) mündet in die Weiße Elster.
Durch Voigtsberg verlaufen die Staatsstraßen S 312 im Norden und die S 303 im Süden.
Der Ort ist über die PlusBus-Linie 50 des Verkehrsverbunds Vogtland im Stundentakt mit Plauen, Oelsnitz, Falkenstein, Auerbach und Rodewisch verbunden. Außerdem verkehrt die TaktBus-Linie 55 über das Schloss Voigtsberg nach Droßdorf.

### Nachbarorte
| Untermarxgrün   | Obermarxgrün                                | Altmannsgrün  |
| Oelsnitz/Vogtl. | Kompassrose, die auf Nachbargemeinden zeigt | Hartmannsgrün |
|                 | Oelsnitz/Vogtl.                             |               |

## Geschichte

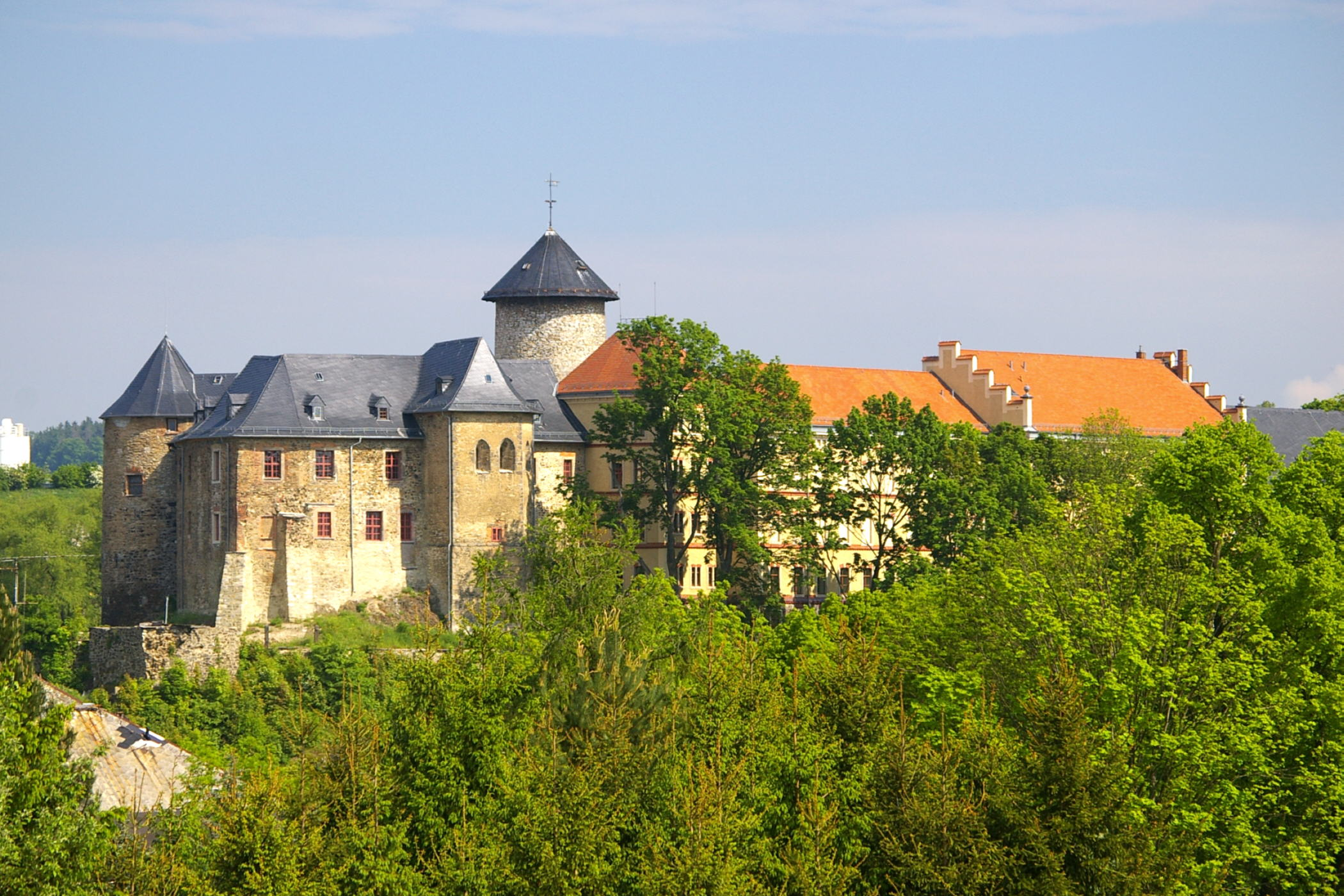
Schloss Voigtsberg

Ursprung der einstigen Gutssiedlung Voigtsberg ist die mittelalterliche Höhenburg Voigtsberg, die zwischen 1232 und 1249 von den Vögten von Straßberg erbaut wurde. Im Jahr 1249 wurde „Eberhardus de Voitesberk“ urkundlich erwähnt. Die Herrschaft der Vögte Straßberg dauerte bis 1320 an. 1327 ging die Burg in den Besitz der Vögte von Plauen über. Im Vogtländischen Krieg 1356 fiel sie an den Markgrafen von Meißen aus dem Hause Wettin. Im Jahr 1357 wurde die Herrschaft Voigtsberg um Adorf/Vogtl., Markneukirchen und das kleine Amt Wiedersberg südwestlich von Oelsnitz territorial vergrößert. Die Burg Voigtsberg wurde im Jahr 1378 zum Sitz des kurfürstlichen Amts Voigtsberg. Sie war somit fast 600 Jahre der Verwaltungsmittelpunkt des südlichen Vogtlands. Nach der Zerstörung im Dreißigjährigen Krieg wurde die Burg Voigtsberg im Jahr 1633 als Schloss wiederaufgebaut.
Die sich um die Burg bzw. das Schloss Voigtsberg entwickelnde Gutssiedlung Voigtsberg war bezüglich der Grundherrschaft dem Amt Voigtsberg unmittelbar unterstellt. Sie gehörte bis 1856 zum kursächsischen bzw. königlich-sächsischen Amt Voigtsberg. 1856 wurde der Ort dem Gerichtsamt Oelsnitz und 1875 der Amtshauptmannschaft Oelsnitz angegliedert. Kirchlich ist Voigtsberg seit jeher nach Oelsnitz/Vogtl. gepfarrt.
Die Gemeinde Voigtsberg wurde bereits im Jahr 1919 nach Oelsnitz/Vogtl. eingemeindet. Durch die zweite Kreisreform in der DDR kam Voigtsberg als Teil der neuen Kreisstadt Oelsnitz im Jahr 1952 zum Kreis Oelsnitz im Bezirk Chemnitz (1953 in Bezirk Karl-Marx-Stadt umbenannt). Aus dem Kreis wurde 1990 der sächsische Landkreis Oelsnitz, der 1996 im Vogtlandkreis aufging. Am 1. Januar 2011 wurde Voigsberg als Gemeindeteil von Oelsnitz/Vogtl. gestrichen.

## Sehenswürdigkeiten
- Schloss Voigtsberg